# Gumdag
Gumdag – osiedle w zachodnim Turkmenistanie, w wilajecie balkańskim, w granicach miasta na prawach etrapu Balkanabat. W 2022 roku liczyło ok. 30,9 tys. mieszkańców.